# Ringwall de Otzenhausen (Sarre)

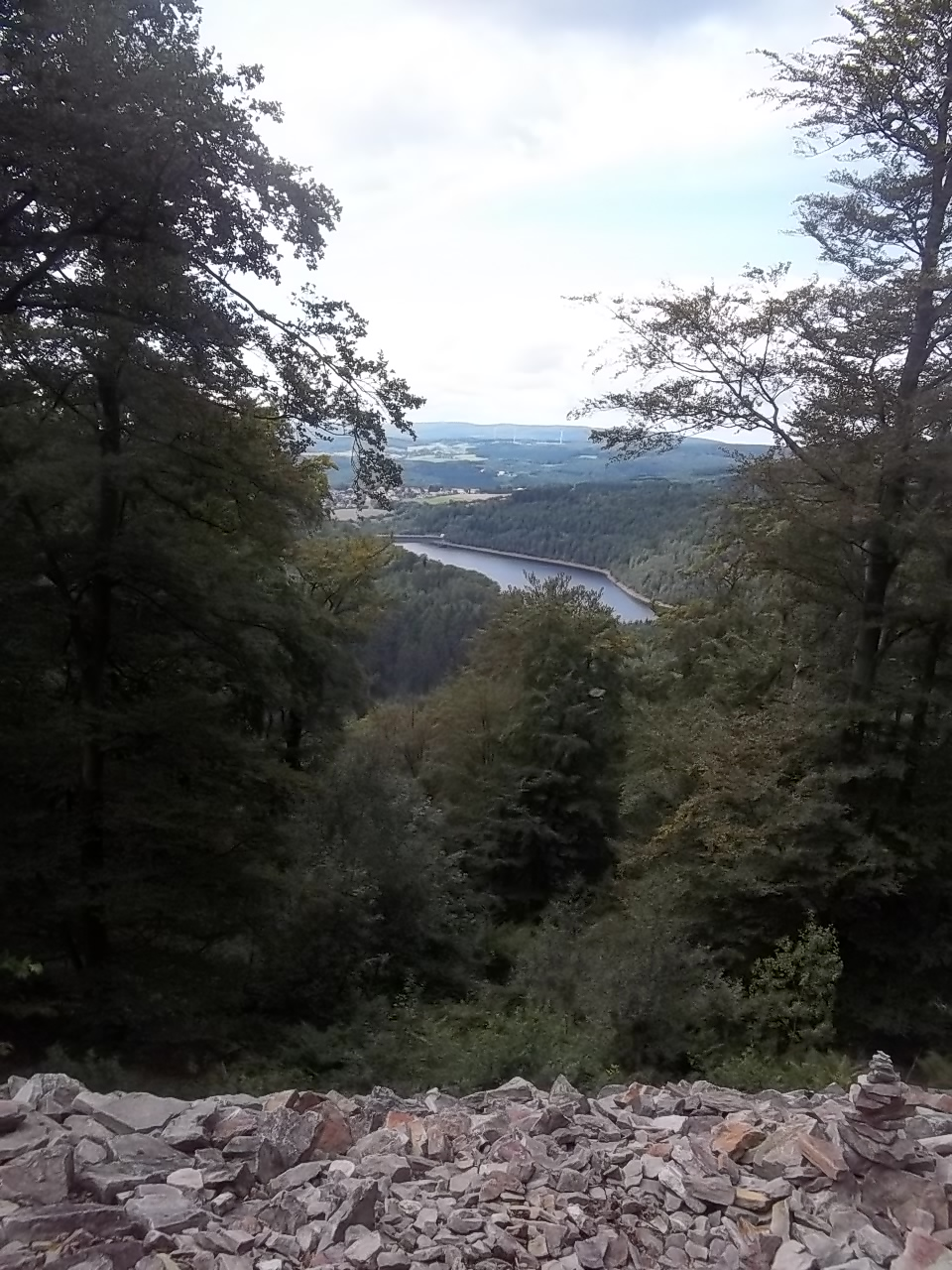
Vue depuis le mur sud du ringwall sur la vallée de la Prims

Le Ringwall de Otzenhausen (à Nonnweiler en Sarre, Allemagne) est une citadelle celte, à l'époque imprenable en raison de sa situation géographique et de ses caractéristiques. Le mur d'enceinte (Ringwall) long de 2 500 mètres entoure une surface de 18,5 hectares.

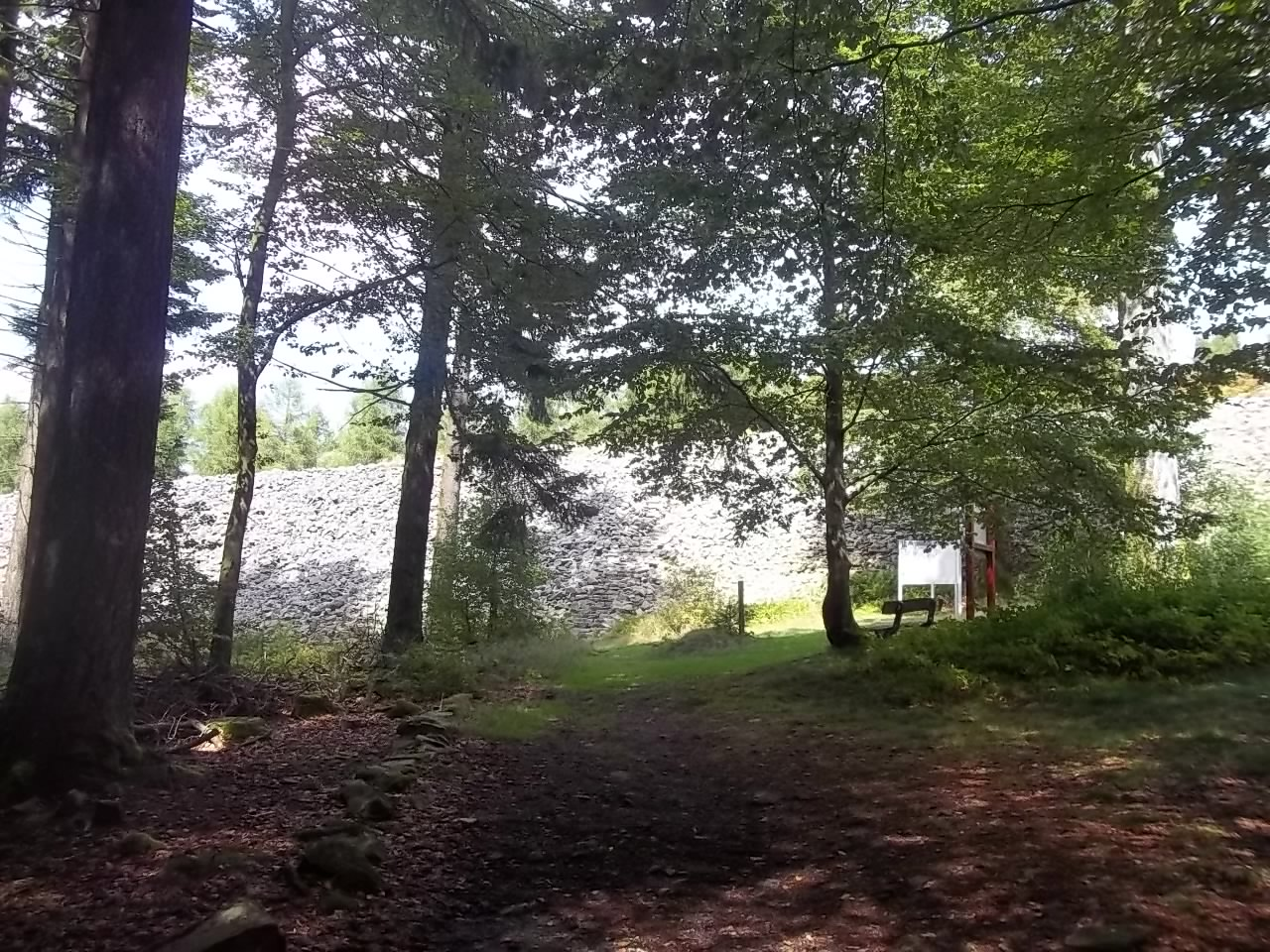
Mur nord vu de l'intérieur de l'enceinte

## Naissance et oubli
La citadelle est parfois appelée "Hunnenring" (mur des Huns), mais cette appellation ne correspond à aucune réalité (les Huns ne sont arrivés dans la région que plus tard).
La fonction de cette citadelle comme la plupart des Ringwalls est inconnue. Il peut s'agir d'un lieu de pouvoir ou de culte comme le cairn, ce que conforte les tumulus princiers environnants (tumulus de Schwarzenbach), ainsi que celui qui se trouve dans son enceinte,. La citadelle se trouve au sud du territoire des Trèvires. La construction des fortifications en -500 indique qu'alors sa fonction est devenue celle d'une cité refuge. Elle devait également être importante à raison du commerce du fer de la région, les habitants ayant maîtrisé vers -200 une technique de production de l'acier (selon les dernières recherches).
La citadelle a été créée en -800, ses fortifications caractéristiques datant de -500 à -400, elle a été abandonnée vers -100 pour des raisons inconnues, et sans avoir fait l'objet d'un siège. Un temple romain dédié à Mars ou à Diane datant de 100 indique une occupation romaine postérieure en l'absence des occupants celtes originels. Par la suite, la citadelle est tombée dans l'oubli.

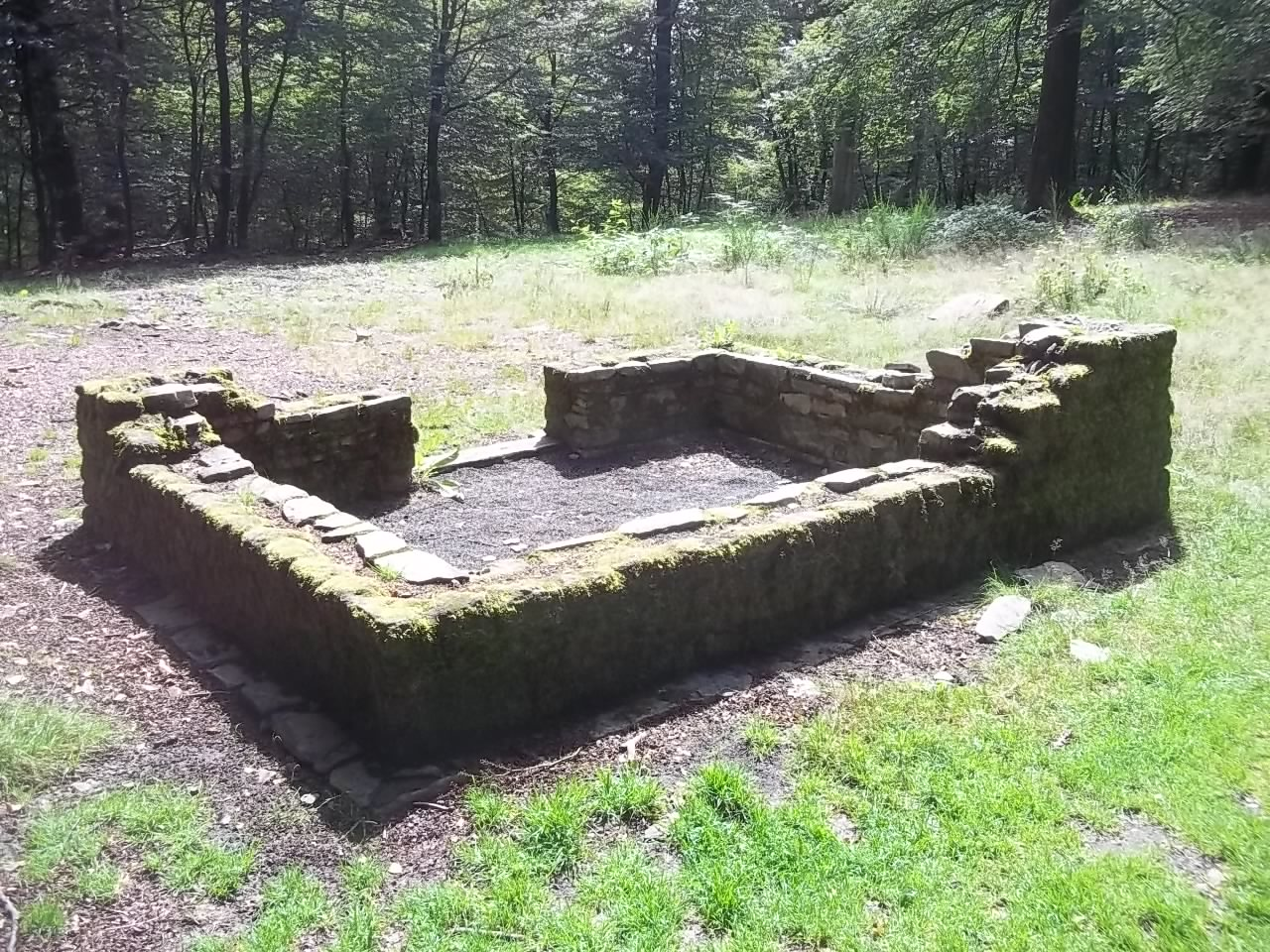
Temple dédié à Mars dans le Ringwall

## Redécouverte
Des fouilles ont été entreprises en 1883 et 1930, portant sur 3 % de la surface intérieure de la citadelle. Depuis 1999, de nouvelles recherches sont entreprises. Le site est classé Monument historique. Un parc consacré aux celtes a été créé au pied de la montagne où se trouve ce Ringwall.

### Fouilles de 1883
Ces fouilles ont permis de trouver des morceaux de céramique dans la zone de la source.

### Fouilles de 1930-1940
Les fouilles de 1930 furent entreprises sous le contrôle du directeur du musée de la province de Trèves, Mr Dehn. Elles mirent au jour la porte de la citadelle, des céramiques, des fibules, des pièces de monnaie, des fusaïoles, des perles de verre et un fragment de bracelet.

## Regain d'intérêt actuel
Depuis 1999, le Ringwall fait l'objet de l'attention des pouvoirs publics sarrois. À l'initiative de la commune de Nonnweiler où se trouve le Ringwall, a été créé un projet Ringwall qui a été intégré en 2001 à la société de fouilles des tombes celtes et romaines dans le pays de saint Wendel (Terrex). Ce projet a pour objectif de procéder à de nouvelles fouilles archéologiques du site.

## Structure

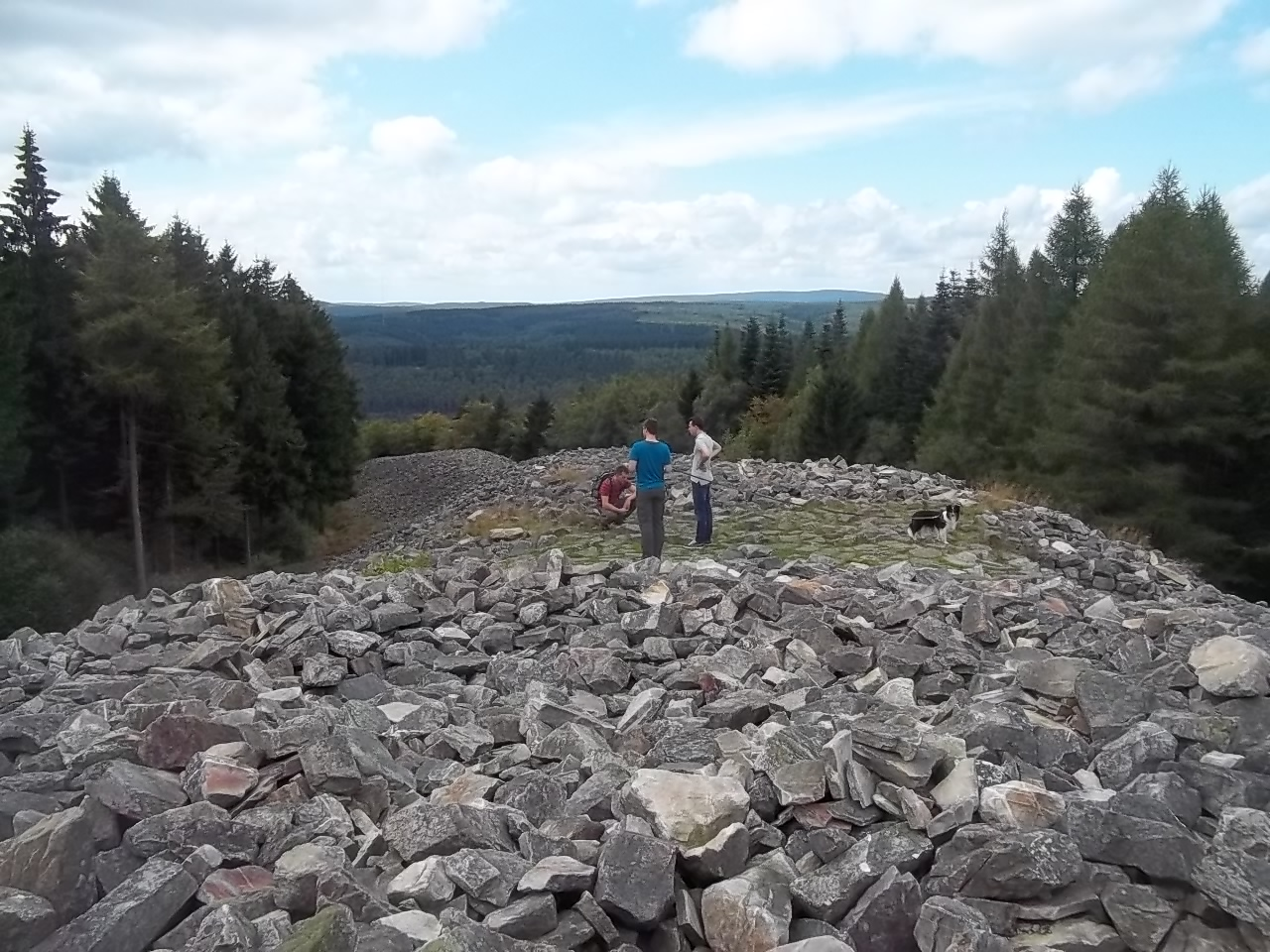
Touristes sur le mur nord du ringwall, ce qui permet d'appréhender la taille actuelle de celui-ci

La citadelle forme un triangle dont la pointe se trouve sur un éperon rocheux culminant à 695 m (le Dollberg) et jouxte une jeune rivière (la Prims) ; elle possède également une source dans son enceinte. Le mur nord qui se situe dans la partie basse de l'éperon culminait à 25 mètres de hauteur. Composée de rondins cloués comblés par de la terre et des pierres avec un revêtement de maçonnerie, l'enceinte permettait aux habitants de maintenir les ennemis à distance avec des javelots (technique de combat celte). Malgré la disparition de la terre et du bois composant la fortification, les vestiges de celle-ci restent impressionnants.
Le fer utilisé dans les clous était extrait des œufs de Lebach.